# アキザキナギラン
アキザキナギラン（学名: Cymbidium lancifolium）は、単子葉植物ラン科シュンラン属の1種。ナギランに似た葉を持ち、秋に淡い緑色の花を咲かせる地生ラン。本州南部以南の常緑広葉樹林内に自生する。
高さ30-55 cm、茎は直立し、常緑の葉を数枚互生する。葉は長楕円状披針形、長さ5-20 cm、薄い革質で葉縁に鋸歯はない。偽球茎の下部から花茎を伸ばし、総状花序に花を付ける。通常、花茎は葉よりも低い。花弁と萼片は長さ2-2.5 cm。唇弁は長さ2 cm、長楕円形、上面に紅紫色の斑点が入り、下方に折れ曲がる。花期は10月。

## 保全状況評価
絶滅危惧IA類 (CR)（環境省レッドリスト）
2020年までの4次環境省レッドリストでは絶滅危惧IB類に選定されていたが、2025年3月公表の5次レッドリストで絶滅危惧IA類と評価された。
鹿児島県では、条例により採集が禁止されている。

## 近縁種
葉や花のよく似たものに、ナギラン、オオナギランがある。
ナギラン（Cymbidium nagifolium）は、葉はアキザキナギランと似るが、先端近くの葉縁に細かい鋸歯がある。花はアキザキナギランとほぼ同じ大きさだが、色は白く、萼片は細く線状披針形。花期は6 - 7月。5次環境省レッドリストでも前回同様VUに選定されている。鹿児島県では県の条例により採集が禁止されている。

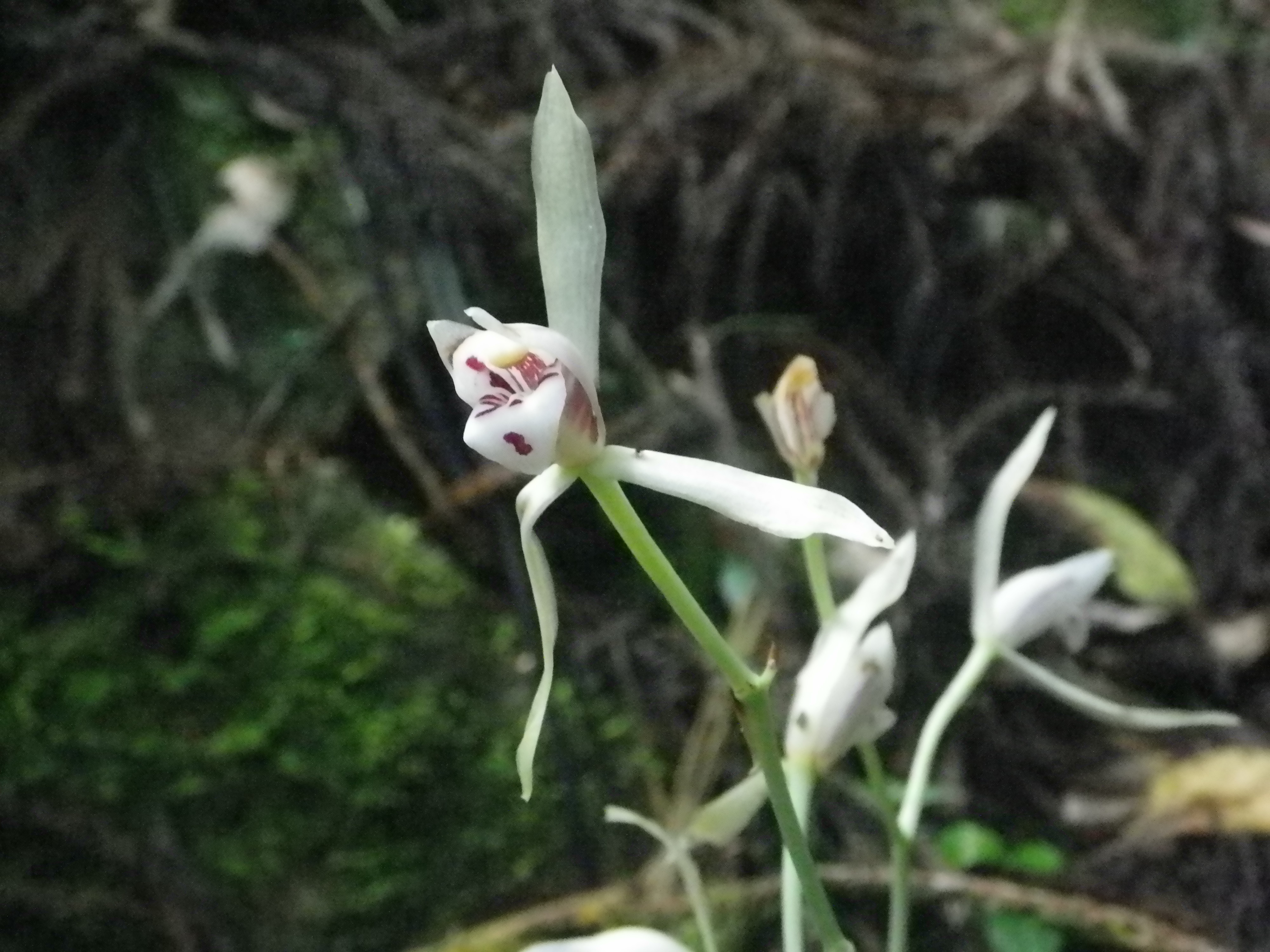
ナギラン

オオナギラン（Cymbidium syunitianum）は、徳之島と沖縄島から知られる。以前はアキザキナギランと同種とされていたが、他地域より大形のものとして認識されていた。花はアキザキナギランに似て淡い黄緑色。花期は12 - 1月。5次レッドリストで初めて評価され、CRに選定されている。鹿児島県では徳之島3町の条例により採集が禁止されている。

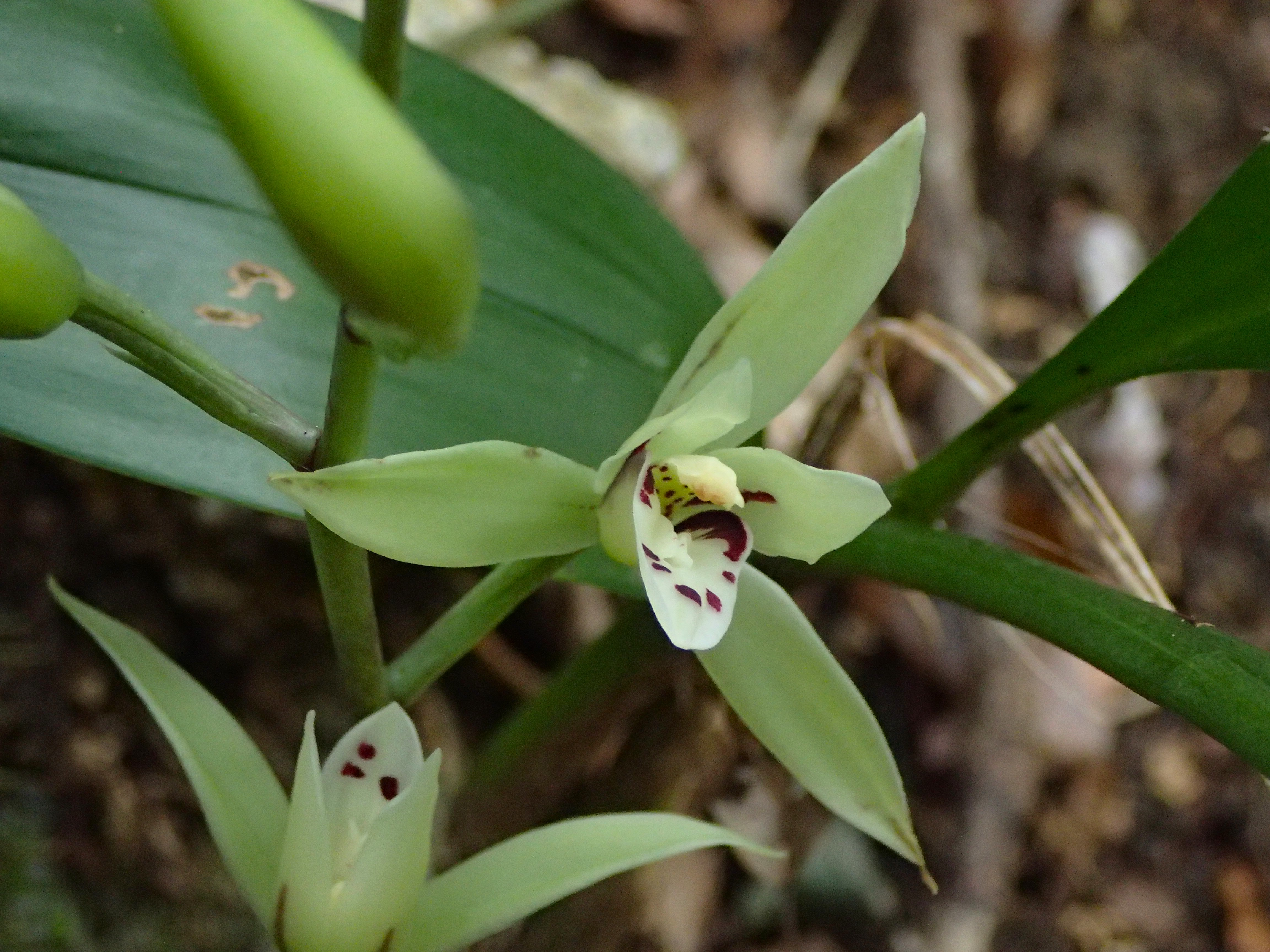
オオナギラン
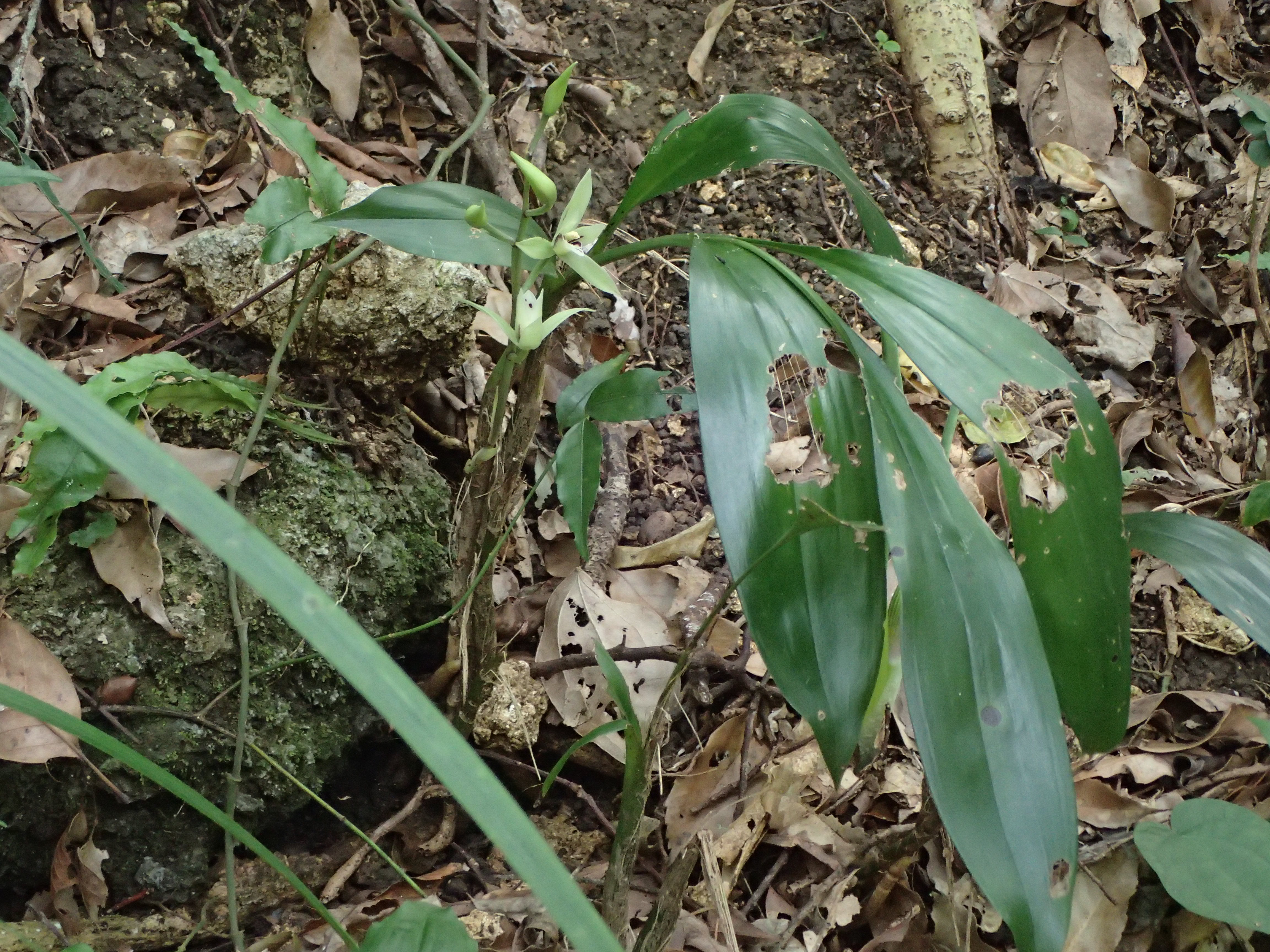
オオナギラン全形